# Mont Elkhorn
Le mont Elkhorn est une montagne située dans l'île de Vancouver, dans la province canadienne de Colombie-Britannique. Avec une altitude de 2 195 m, il est le deuxième plus haut sommet de l'île après le Golden Hinde dont il est distant de 15 km. Il est situé dans le parc provincial Strathcona à 24 km au nord-est de Gold River. Il est aussi surnommé « Strathcona's Matterhorn » en référence à sa forme qui évoque le Cervin.
Sa première ascension date de 1912 par des membres du Club alpin du Canada. Pendant longtemps, il y a eu des interrogations sur le fait qu'il puisse être la plus haute montagne de l'île. Il est, en fait, dépassé de trois mètres.